# Lars-Olof Forsberg
Lars-Olof Forsberg, känd som L-O Forsberg, född 30 maj 1959 i Sorsele, död 6 juli 2002 i Göteborg, var en svensk kristen musiker, kompositör och arrangör. Han var ett stort namn i Pingströrelsens musikliv i Sverige.
Redan i tidiga tonår tog L-O Forsberg aktiv del i Pingstkyrkans musikliv i Skellefteå och i slutet av 1970-talet flyttade han till Stockholm, där han studerade på Musikhögskolan. Han engagerade sig i Filadelfiakyrkan där hans förmågor som pianist, körledare, kapellmästare och pedagog kom väl till pass.
Ett kreativt samarbete inleddes med pastorn och sångaren Urban Ringbäck som kom att få stor betydelse för musiklivet i landets frikyrkor. Duon skrev musikaler som Ringar på vattnet, Lukas, 777 och Se mannen. Forsberg medverkade också i de populära Minns du sången-programmen som sändes av SVT kring millennieskiftet. L-O Forsberg var från 1993 musikledare i Smyrnaförsamlingen i Göteborg, men arbetade de sista åren som frilansande musiker.
L-O Forsberg var på plats och medverkade vid Lapplandsveckan då han hastigt insjuknade och avled. Han är begravd på Göteborgs västra kyrkogård.

## Diskografi i urval
- 1983 – Lukas (Prim)
- 1985 – 777 (Prim)
- 1996 – Epilog – om följderna av en mans liv, av Urban Ringbäck & L.-O. Forsberg
- 1997 – Låtarna från musikalen Lukas, Urban Ringbäck, L.-O. Forsberg